# Wydział Psychologii Uniwersytetu SWPS we Wrocławiu
Wydział Psychologii Uniwersytetu SWPS we Wrocławiu – jeden z wydziałów Uniwersytetu SWPS. Obecnie kształci prawie 1,5 tys. studentów. Jest jedynym ośrodkiem w południowo-zachodniej Polsce, który posiada uprawnienia do prowadzenia specjalizacji w dziedzinie psychologii klinicznej dla magistrów psychologii. Dziekanem wydziału jest dr hab. Tomasz Grzyb, prof. Uniwersytetu SWPS.

## Studia

### Działalność dydaktyczna
Wydział prowadzi stacjonarne i niestacjonarne studia I i II stopnia oraz studia jednolite magisterskie (w tym studia dla magistrów i licencjatów) na kierunku psychologia w obszarze: profilaktyki, diagnostyki i terapii zaburzeń psychicznych, psychologii biznesu, zarządzania zasobami ludzkimi i zwiększania konkurencyjności organizacji.
Program studiów jest dostosowany do europejskich standardów nauczania psychologii i wymagań Europejskiego Certyfikatu Psychologa EuroPsy.
Studia psychologiczne prowadzone na Wydziale otrzymały wyróżniającą ocenę Polskiej Komisji Akredytacyjnej, nadzorującej jakość kształcenia w całym kraju.
Wydział został także wybrany przez MNiSW do prestiżowego grona 25 jednostek w kraju, które otrzymały dotację projakościową w latach 2018–2020.

## Władze

### Kierownictwo Wydziału
- Dziekan – prof. Tomasz Grzyb[3]
- Prodziekan ds. dydaktycznych – dr Julita Koszur
- Prodziekan ds. studenckich – dr Jakub Kuś
- Pełnomocnik dziekana ds. organizacji i rozwoju – dr hab. Agata Gąsiorowska, prof. Uniwersytetu SWPS
- Pełnomocnik dziekana ds. Interdyscyplinarnych Studiów Doktoranckich – prof. dr hab. Tomasz Zaleśkiewicz

## Struktura

### Katedry, zakłady i pracownie[1]
- Katedra Psychologii Ekonomicznej
- Katedra Psychologii Klinicznej i Zdrowia
- Katedra Psychologii Społecznej
- Zakład Metateoretycznych Zagadnień w Psychologii
- Zakład Psychologii Poznawczej i Różnic Indywidualnych
- Pracownia Badań Psychologicznych

### Organizacje studenckie
- Samorząd Studentów Uniwersytetu SWPS we Wrocławiu
- Koło Naukowe Zaburzeń Odżywiania i Dietetyki „Ciałość”
- Koło Naukowe Analizy Danych „Psychodata”
- Koło Naukowe ROZWÓJ
- Koło Naukowe Seksuologii SEKSPEDIA
- Koło Naukowe Synergia
- Koło Psychologii Klinicznej we Wrocławiu
- Koło Turystyczne „Let’s go!”

## Wyróżnienia
- 2010: W ocenie parametrycznej przeprowadzonej przez MNiSW Wydział otrzymuje pierwszą kategorię z najwyższą liczbą punktów spośród wszystkich jednostek naukowych, na których prowadzone są badania w dziedzinie nauk społecznych.

- 2013 i 2017: W ocenie działalności badawczo-rozwojowej przeprowadzonej przez MNiSW Wydział zostaje wyróżniony kategorią A+ i zajmuje 1. miejsce w grupie nauk społecznych.